# Eder Frayre
Eder Frayre Moctezuma, né le 20 octobre 1991 à Ensenada, est un coureur cycliste mexicain.

## Palmarès
- 2013
  -  Champion du Mexique sur route espoirs
- 2014
  - Vuelta a Mazatlán :
    - Classement générak
    - 4e étape

  - 2e du championnat du Mexique sur route
- 2016
  - 3e du championnat du Mexique sur route
  - 4e du championnat panaméricain sur route
- 2019
  - 3e étape du Tour de Southland
  - 3e de la Redlands Bicycle Classic
- 2021
  -  Champion du Mexique sur route
- 2023
  - Tour de Tobago :
    - Classement général
    - 2e et 4e étapes

  - Tour de Bim :
    - Classement général
    - 2e et 3e étapes
- 2024
  - 1re, 2e et 5e étapes du Tour de Tobago
- 2025
  - Redlands Bicycle Classic

## Classements mondiaux
| Année                                 | 2014 | 2015 | 2016 | 2017  | 2018  | 2019  | 2020 | 2021 | 2022  | 2023  |
| ------------------------------------- | ---- | ---- | ---- | ----- | ----- | ----- | ---- | ---- | ----- | ----- |
| Classement mondial                    |      |      | 496e | 2021e | 1193e | 2250e | nc   | 517e | 1936e | 1183e |
| UCI Asia Tour                         | nc   | nc   | nc   | 527e  | 214e  |       |      |      |       |       |
| UCI America Tour                      | 98e  | 280e | 27e  | 306e  | 262e  | 352e  | nc   | 51e  | 303e  | nc    |
|                                       |      |      |      |       |       |       |      |      |       |       |
| Légende : nc = non classéSource : UCI |      |      |      |       |       |       |      |      |       |       |